# Řád Vittorio Veneto
Řád Vittorio Veneto (italsky: Ordine di Vittorio Veneto) byl italský řád, udělovaný veteránům první světové války, kteří v ní bojovali nejméně šest měsíců. Byl založen roku 1968.
Řád byl udělován v jedné třídě – rytíř. Byla s ním spojena malá penze 60 000 lir, vyplácená rytířům s malým příjmem. Hlavou řádu byl italský prezident, který jej uděloval na doporučení italského ministerstva obrany. Poslední rytíř Delfino Borroni zesnul roku 2008 ve věku 110 let a následně v roce 2010 byl řád zrušen.